# Toni Stahl
Toni Stahl (* 17. September 1999 in Cottbus) ist ein deutscher Fußballspieler. Der Torwart steht derzeit bei dem Drittligisten 1. FC Schweinfurt 05 unter Vertrag. Stahl ist ehemaliger U18-Nationalspieler.

## Karriere

### Jugendstationen
Stahl wurde in Cottbus geboren und begann seine Karriere beim SV Leuthen/Klein Oßnig. 2005 wechselte Stahl in die Jugendabteilung des FC Energie Cottbus, wo er überwiegend ausgebildet wurde und alle Stationen bis zur U16-Mannschaft durchlief. 2015 wechselte Stahl in die Jugendabteilung von RB Leipzig. In den Leipziger Jugendmannschaften wurde Stahl zum Stammspieler; er absolvierte 23 Spiele in der B-Junioren-Bundesliga, 31 Spiele über 2 Saisons der A-Junioren-Bundesliga sowie 2 Spiele in der UEFA Youth League. 2018 wechselte Stahl in die U21 des FC Fulham. Für Fulham kam Stahl 4 mal in der U18 Premier League zum Einsatz.

### Energie Cottbus
Aufgrund des Mangels an Einsätzen in Fulhams Jugendmannschaft sowie einer langwierigen Verletzung von Tim Stawecki und daraus resultierendem „Handlungsbedarf auf der Torhüterposition“ wurde Stahl für die Saison 2019/20 an seinen Jugendverein Energie Cottbus verliehen. Am 8. September 2019 debütierte Stahl bei einem Spiel des Landespokal Brandenburg für die Profimannschaft von Energie Cottbus. Für die Saison 19/20 wurde Stahl als Backup hinter Stammtorhüter Lennart Moser eingeplant. Nach dessen Transfer zu Cercle Brügge im Winter wurden Stahl Chancen auf den Platz als Stammtorhüter zugesagt, die Saison wurde jedoch aufgrund der Corona-Pandemie abgebrochen.
Stahl absolvierte wettbewerbsübergreifend 10 Spiele. Am 20. Mai 2020 verkündete Energie Cottbus, Stahl fest unter Vertrag genommen zu haben. In der Folgesaison 2020/21 spielte Stahl in acht von 13 möglichen Spielen. In der Saison 2021/22 wurde Stahl letztendlich zum Stammtorhüter von Cottbus und spielte 34 Ligaspiele. Allerdings teilte Stahl dem Verein mit, dass er seinen am Saisonende auslaufenden Vertrag nicht verlängern werde, da er eine neue Herausforderung bei einem höherklassigen Verein antreten werde.

### Hannover 96
Am 3. Juni 2022 gab Hannover 96 bekannt, Stahl ablösefrei verpflichtet zu haben. Der Torwart unterschrieb einen Vertrag bis 2024. Sportdirektor Marcus Mann lobte Stahls „klaren Kopf“ und dessen Motivation beim Training und gab bekannt, dass Stahl vor allem in der U23-Mannschaft Spielpraxis sammeln soll. Während der Saisons 2022/23 und 2023/24 trainierte Stahl zwar mit der Profimannschaft von Hannover, kam aber nur in der U23-Mannschaft zum Einsatz. In der U23-Mannschaft war Stahl über beide Saisons Stammtorhüter und absolvierte 52 Ligaspiele. Mit Hannover 96 II gewann Stahl im Mai 2024 die Regionalliga Nord. Im Juni 2024 unterschrieb Stahl einen Einjahresvertrag mit Option auf Verlängerung bei Hannover 96 II. Mit Hannover II spielte er anschließend in der 3. Liga und lieferte sich mit Leon-Oumar Wechsel ein Duell um die Position als Stammtorhüter, insgesamt kam er beim verpassten Klassenerhalt in 18 Drittligaspielen zum Einsatz.

### 1. FC Schweinfurt 05
Im Mai 2025 schloss sich Stahl dem Drittligaaufsteiger 1. FC Schweinfurt 05 an, der zuvor mit Unterstützung des vom FC Bayern München ausgeliehenen und dorthin wieder zurückgekehrten Stammtorhüters Lukas Schneller die Viertligameisterschaft gewonnen hatte. 

### Nationalmannschaft
Am 17. April 2017 absolvierte Stahl durch einen 27-Minütigen Einsatz bei einem Freundschaftsspiel gegen die U18-Nationalmannschaft Österreichs sein Debüt für die U18-Auswahl Deutschlands. Das Spiel endete mit einem 3:0-Sieg für die deutsche Auswahl.

## Erfolge

### Energie Cottbus
- Sieger Landespokal Brandenburg (1): 2021/22

### Hannover 96 II
- Meister Regionalliga Nord (1): 2023/24
- Aufstieg in die 3. Liga (1): 2023/24